# Дом И. Г. Билибина
Дом И. Г. Билибина — историческое здание, ныне музей в Калуге. Расположен на улице Пушкина, д. 4. Филиалом входит в структуру Калужского областного объединённого музея.

## История

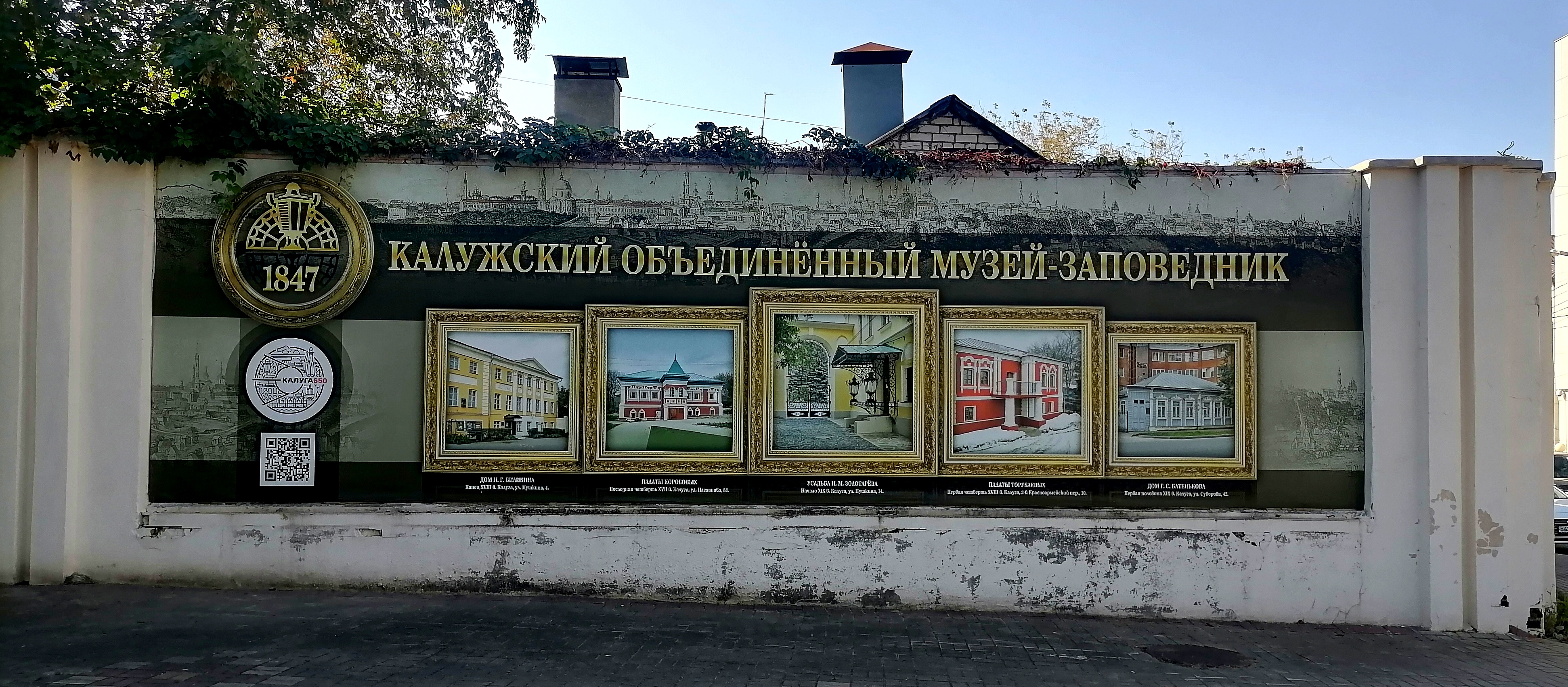

Здание построено в конце XVIII века для купца Ивана Галактионовича Билибина. Проект выполнен губернским архитектором И. Д. Ясныгиным. Позже дом перешёл к сыну Билибина, крупному коммерсанту Василию Ивановичу, жившему в Петербурге. В 1848 году дом был куплен отставным подполковником А. М. Сухотиным.
Осенью 1859 года в Калуге произошло знаменательное событие, сделавшее этот дом особенно известным. 26 августа 1859 году русский генерал Барятинский пленил в Гунибе имама Чечни и Дагестана Шамиля. Пленнику было оказано показательное уважение, он был вывезен в Россию, под жительство ему была отведена Калуга, он прибыл в город 10 октября 1859 года. Шамиля поселили в специально снятом за 900 рублей в год и срочно отремонтированном доме А. М. Сухотина. На новом месте имам прожил с ноября 1859 по ноябрь 1868 года, в январе 1860 года к нему присоединилась его многочисленная семья и прислуга — всего 22 человека. В своей калужской жизни Шамиль был достаточно свободен, свободно разъезжал по городу, пользовался уважением и дружеским расположением у городского начальства, общественности, что его душевно трогало. Он мог свободно отправлять свои религиозные обряды. В августе 1866 года Шамиль публично, в Дворянском собрании в торжественной обстановке присягнул российскому императору.
После отъезда Шамиля дом занимали Милютинский банк, трёхклассное городское училище имени братьев Малютиных. В начале XX века в здании был произведён ремонт, а к северному фасаду сделана пристройка.
17 мая 2013 года в доме Билибина была торжественно открыта мемориальная комната имама Шамиля. В торжественной церемонии участвовали министр культуры Калужской области, руководство Постоянного Представительства Республики Дагестан при Президенте РФ, представители администрации Махачкалы, Духовного управления мусульман Дагестана и местные жители.

## Экспозиция

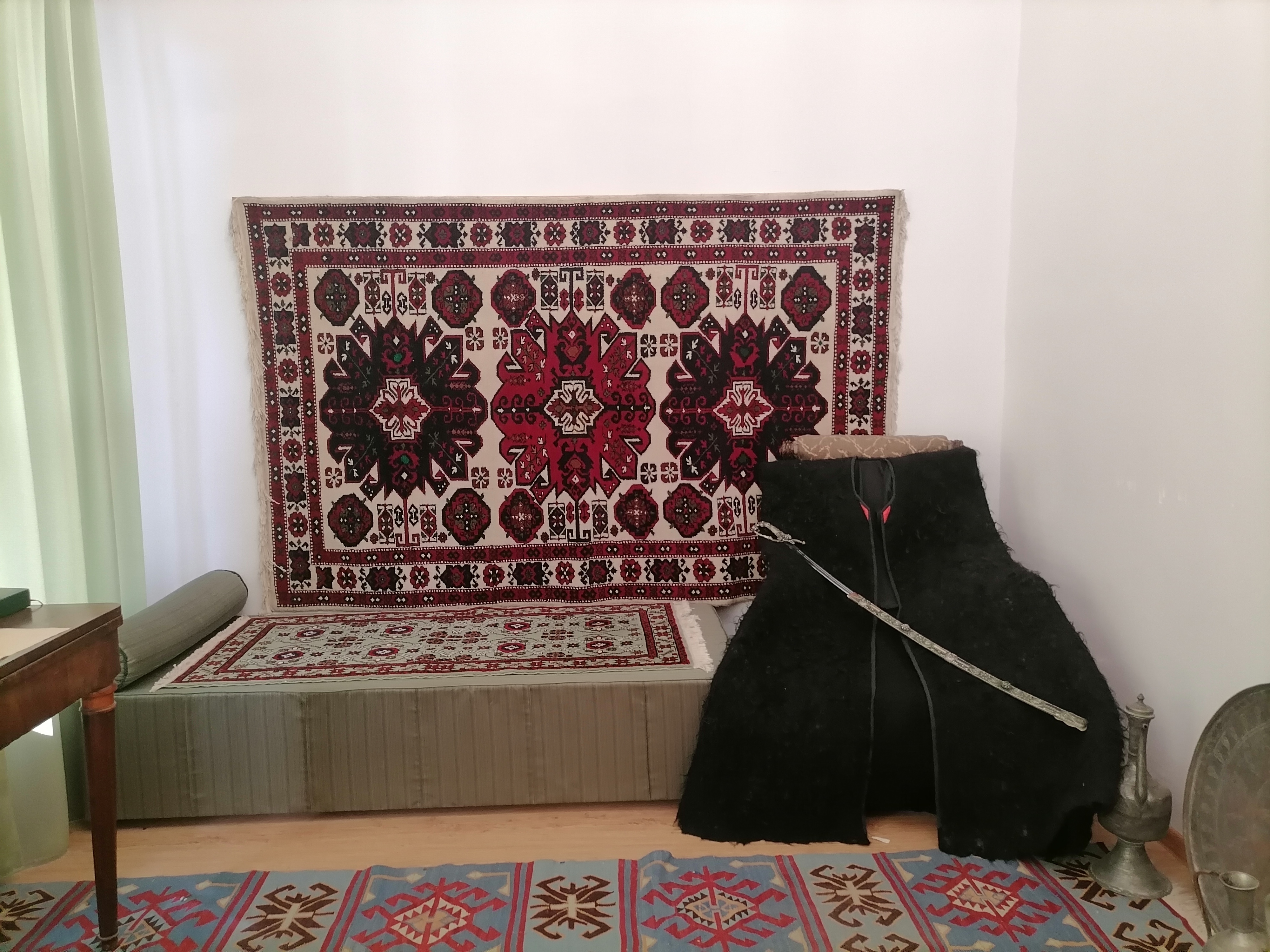
Комната Шамиля

В экспозиции представлены коллекции старинного оружия с XVI века и до Первой мировой войны (два зала постоянной экспозиции, открыты в марте 2014 года), организованы тематические выставки «Красота в деталях», «Калужский край в XX веке» и «Калужская область в XXI веке».
Обустроена мемориальная «комната Шамиля». Эта единственная комната в доме, сохранившаяся со времен Шамиля без изменений. При реставрации в ней максимально воссоздали обстановку, описанную в записях Аполлона Руновского — приставленного к Шамилю полицейского. В экспозиции кровать, ломберный стол для работы, маленький письменный стол, два стула, умывальник, ковёр и бурка, на которой имам совершал намаз.

## Галерея

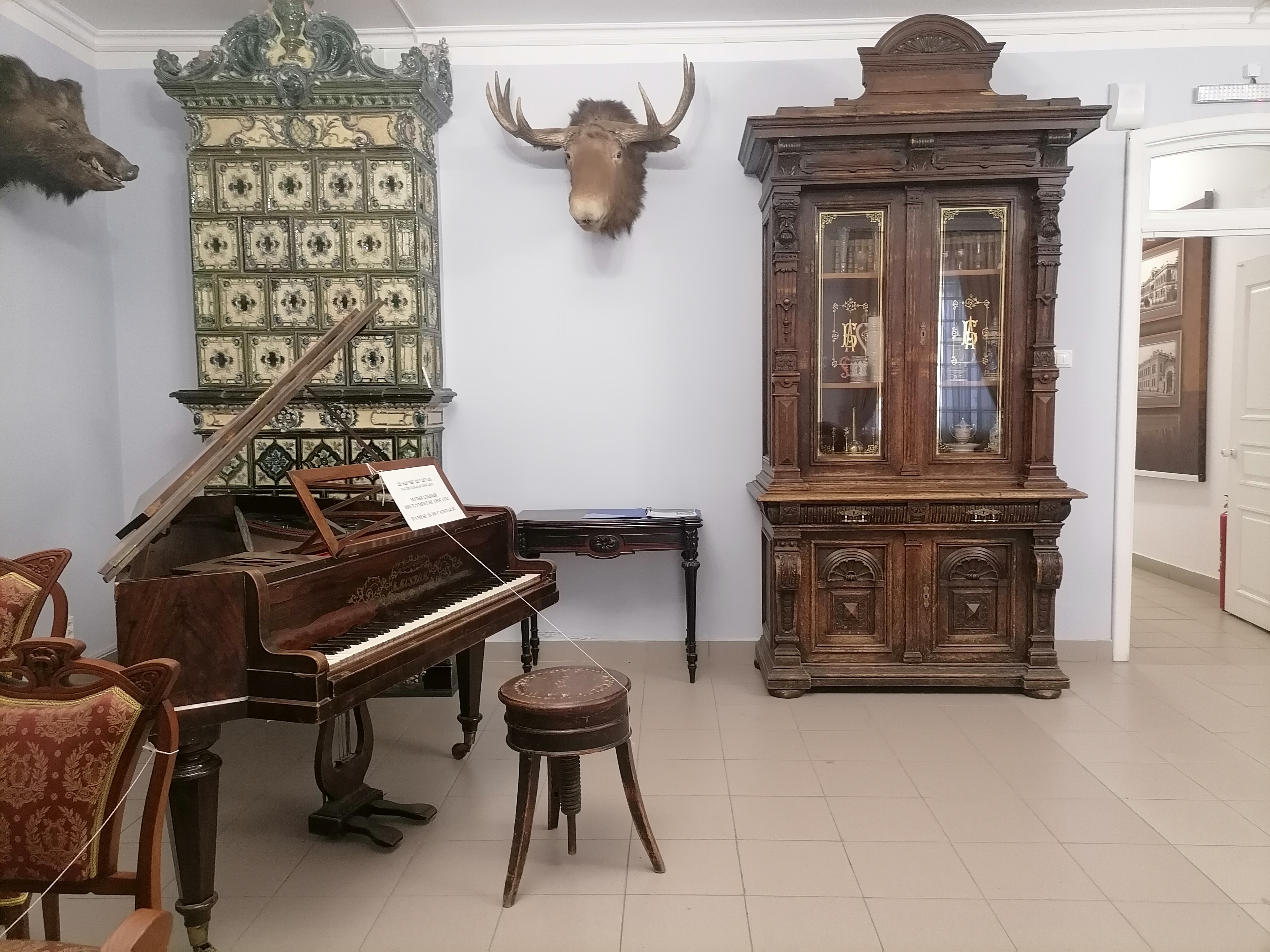
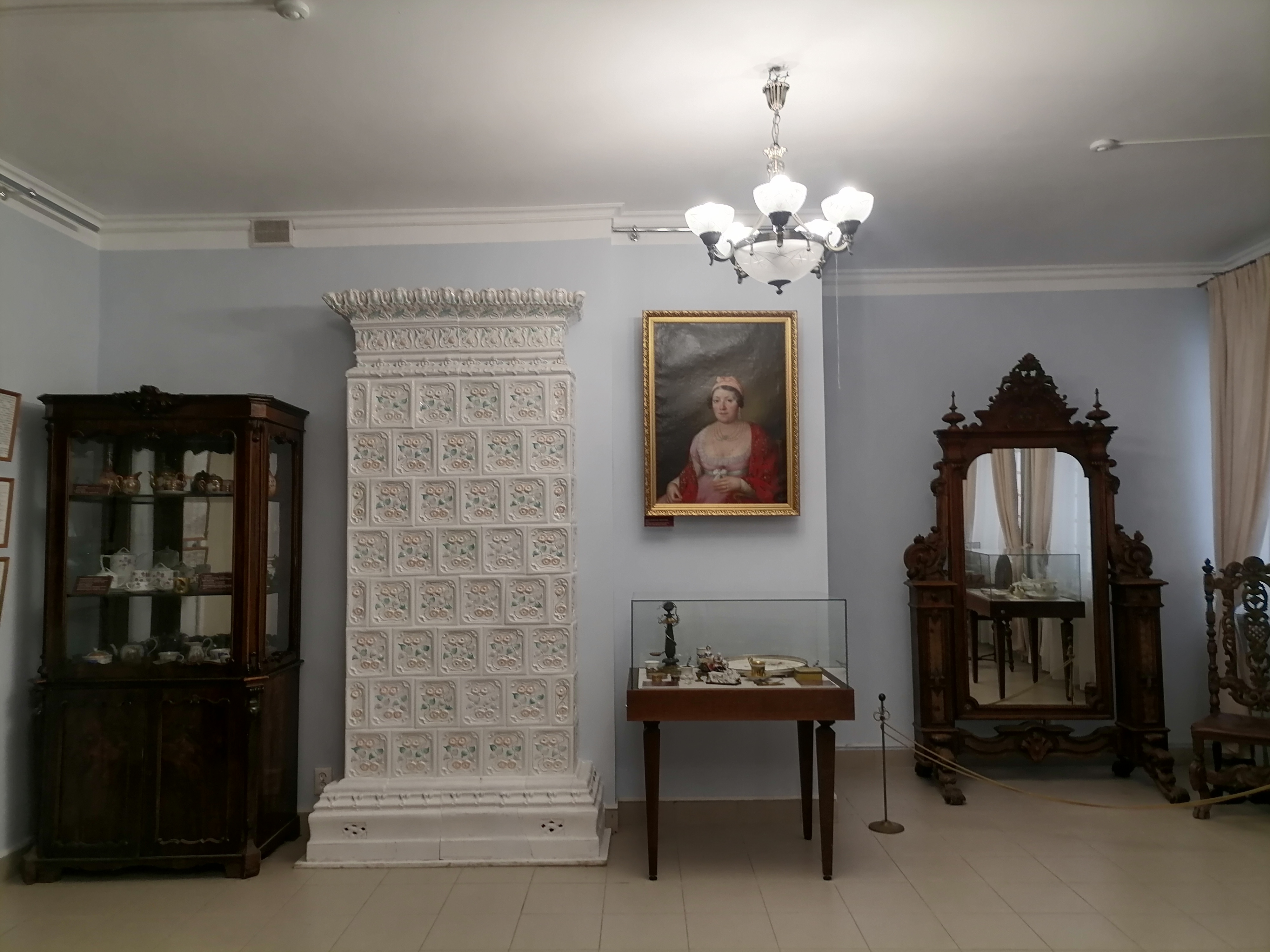
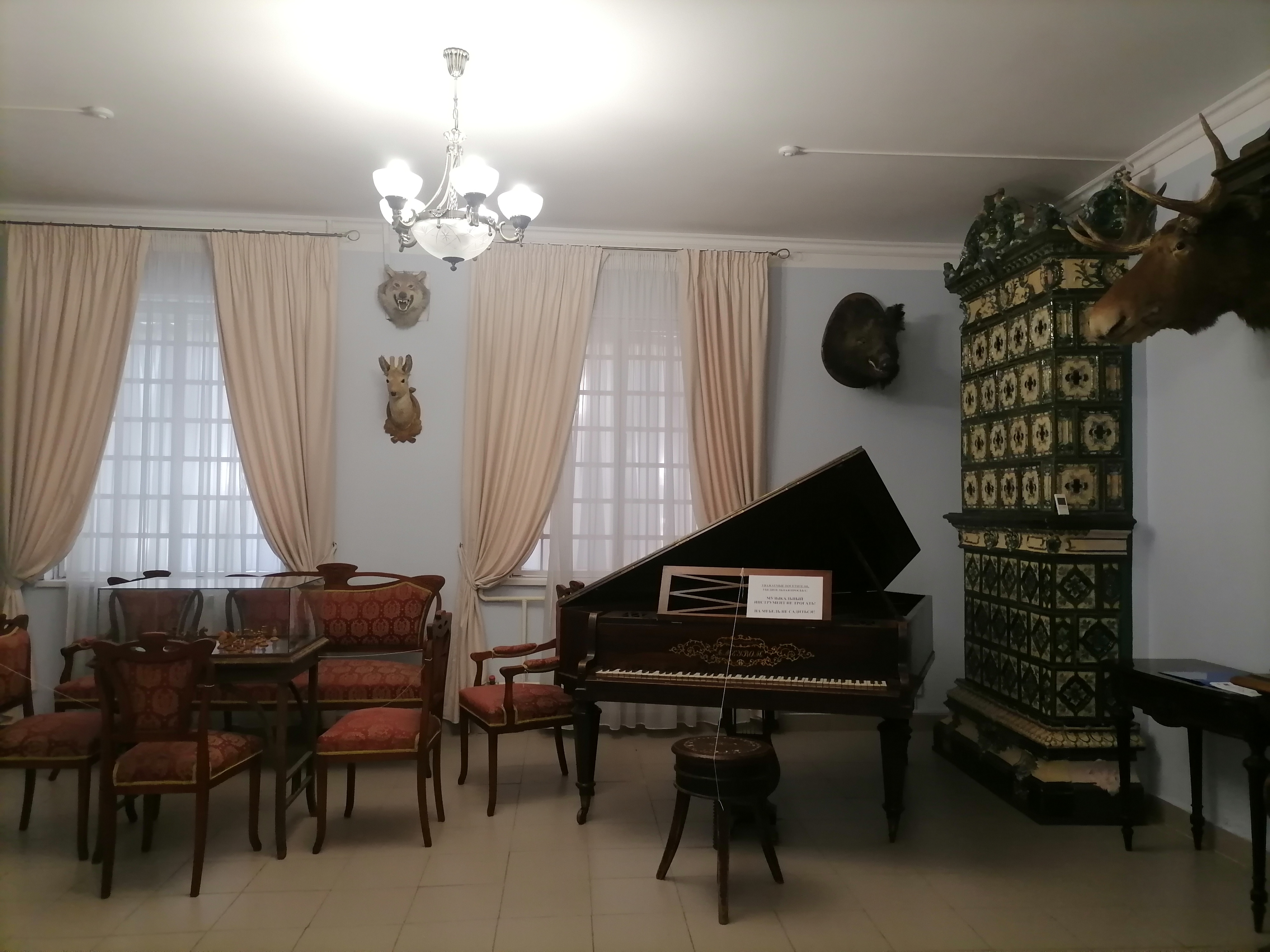
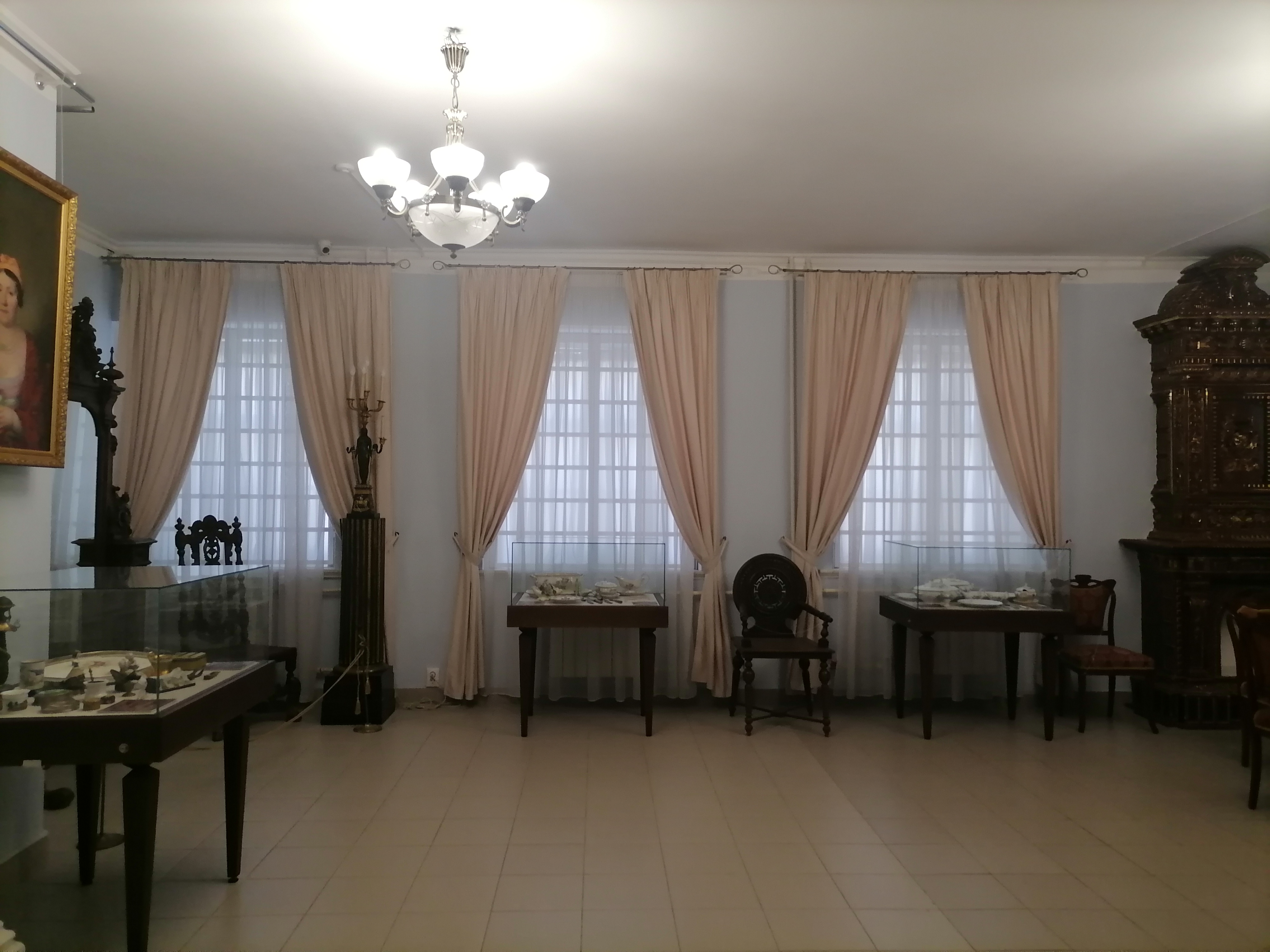